# Campionat de Catalunya de natació
El Campionat de Catalunya de natació és una competició esportiva de natació a Catalunya. És organitzat per la Federació Catalana de Natació (FCN) i s'ha celebrat tradicionalment a l'estiu, puix entre 1958 i el 2000 es disputà també el Campionat de Catalunya d'hivern. La primera edició se celebrà el setembre de 1918 al varador del port de Barcelona i fou organitzat pel Club Natació Atlètic. A partir de quarta edició la FCN s'encarregà de l'organització de la competició, establint les proves homologades a nivell internacional: 100 m lliures, 400 m lliures, 1500 m lliures, 100 m esquena, 200 m braça, entre d'altres.

## Proves disputades
| Proves actuals       | Període             | Període            |
| Proves actuals       | Categoria masculina | Categoria femenina |
| -------------------- | ------------------- | ------------------ |
| 50 metres lliures    | des de 1981         | des de 1932        |
| 100 metres lliures   | des de 1921         | des de 1932        |
| 200 metres lliures   | des de 1943         | des de 1939        |
| 400 metres lliures   | des de 1921         | des de 1928        |
| 800 metres lliures   | des de 2000-01      | des de 1967        |
| 1500 metres lliures  | des de 1921         | des de 2000-01     |
| 50 metres braça      | des de 1991-92      | des de 1991-92     |
| 100 metres braça     | des de 1947         | des de 1926        |
| 200 metres braça     | des de 1921         | des de 1932        |
| 50 metres papallona  | des de 1991-92      | des de 1991-92     |
| 100 metres papallona | des de 1960         | des de 1953        |
| 200 metres papallona | des de 1953         | des de 1967        |
| 50 metres esquena    | des de 1991-92      | des de 1991-92     |
| 100 metres esquena   | des de 1921         | des de 1928        |
| 200 metres esquena   | des de 1947         | des de 1967        |
| 200 metres estils    | des de 1967         | des de 1967        |
| 400 metres estils    | des de 1962         | des de 1962        |
| 4x100 metres estils  | des de 1953         | des de 1953        |
| 4x100 metres lliures | des de 1964         | des de 1932        |
| 4x200 metres lliures | des de 1921         | des de 1981        |

| Proves mixtes            | Període        |
| ------------------------ | -------------- |
| 4x100 metres estils mixt | des de 2021-22 |

| Proves desaparegudes | Període             | Període            |
| Proves desaparegudes | Categoria masculina | Categoria femenina |
| -------------------- | ------------------- | ------------------ |
| 60 metres lliures    | de 1918 a 1920      | N/D                |
| 500 metres lliures   | de 1918 a 1920      | N/D                |
| 400 metres braça     | de 1921 a 1939      | N/D                |
| 4x50 metres estils   | de 1925 a 1930      | N/D                |
| 3x50 metres estils   | N/D                 | només 1939         |
| 3x100 metres estils  | de 1931 a 1952      | de 1932 a 1952     |
| 4x50 metres lliures  | N/D                 | de 1926 a 1939     |
| 5x50 metres lliures  | de 1921 a 1939      | de 1934 a 1935     |

1. ↑  A la pàgina web de la Federació documenten els campionats femenins de 1932 a 1940 com a 3x100 m. lliures, però es tracta d'un error, en realitat la prova és els 3x100 metres estils.[4]

## Historial

### Campionats de Catalunya (organitzats pel CN Atlètic)
| Edició | Data | Prova         | Campió           | Club         | Temps  | Seu               | Piscina | refs  |
| ------ | ---- | ------------- | ---------------- | ------------ | ------ | ----------------- | ------- | ----- |
| I      | 1918 | 60 m lliures  | Ramon Bulbena    | CN Atlètic   | 43.0   | Port de Barcelona | 100 m   | [ 2 ] |
| I      | 1918 | 500 m lliures | Joaquim Cuadrada | CN Barcelona | 8:30.4 | Port de Barcelona | 100 m   | [ 2 ] |
| II     | 1919 | 60 m lliures  | Josep Manifold   | CN Atlètic   | 43.4   | Port de Barcelona | 100 m   |       |
| II     | 1919 | 500 m lliures | Joaquim Cuadrada | CN Barcelona | 8:19.6 | Port de Barcelona | 100 m   |       |
| III    | 1920 | 60 m lliures  | Josep Manifold   | CN Atlètic   | 40.0   | Port de Barcelona | 100 m   |       |
| III    | 1920 | 500 m lliures | Joaquim Cuadrada | CN Barcelona | 8:40.2 | Port de Barcelona | 100 m   |       |

### Campionats de Catalunya (Federació Catalana de Natació)
| Edició | Data                   | Organitzador           | Seu                               | Piscina                | Campió masculí                         | Campió femení                          | Campió total                           | refs                   |
| Campionat de Catalunya | Campionat de Catalunya | Campionat de Catalunya | Campionat de Catalunya            | Campionat de Catalunya | Campionat de Catalunya                 | Campionat de Catalunya                 | Campionat de Catalunya                 | Campionat de Catalunya |
| --- | ---------------------- | ---------------------- | --------------------------------- | ---------------------- | -------------------------------------- | -------------------------------------- | -------------------------------------- | ---------------------- |
| IV | 1921                   | CE Lleida              | Camp d'Esports de Lleida          | 50 m                   | CN Barcelona                           | N/D                                    | N/D                                    | [ 1 ] [ 3 ]            |
| V | 1922                   | CN Barcelona           | Piscina de l'Escollera, Barcelona | 33 m                   | CN Barcelona                           | N/D                                    | N/D                                    | [ 1 ] [ 3 ]            |
| VI | 1923                   | CN Guíxols             | Port de Sant Feliu de Guíxols     | 50 m                   | CN Barcelona                           | N/D                                    | N/D                                    | [ 1 ] [ 3 ]            |
| VII | 1924                   | CE Lleida              | Camp d'Esports de Lleida          | 50 m                   | CN Barcelona                           | N/D                                    | N/D                                    | [ 1 ] [ 3 ]            |
| VIII | 1925                   | RCN Tarragona          | Port de Tarragona                 | 50 m                   | CN Barcelona                           | CN Barcelona                           | N/D                                    | [ 1 ] [ 3 ]            |
| IX | 1926                   | CN Barcelona           | Piscina de l'Escollera, Barcelona | 33 m                   | CN Barcelona                           | CN Barcelona                           | N/D                                    | [ 1 ] [ 3 ]            |
| X | 1927                   | CN Barcelona           | Piscina de l'Escollera, Barcelona | 33 m                   | CN Barcelona                           | CN Barcelona                           | N/D                                    | [ 1 ] [ 3 ]            |
| XI | 1928                   | CN Barcelona           | Piscina de l'Escollera, Barcelona | 33 m                   | CN Barcelona                           | CN Barcelona                           | N/D                                    | [ 1 ] [ 3 ]            |
| XII | 1929                   | FCN                    | Piscina de Montjuïc, Barcelona    | 50 m                   | CN Barcelona                           | CN Barcelona                           | N/D                                    | [ 1 ] [ 3 ]            |
| XIII | 1930                   | CN Banyoles            | Llac de Banyoles                  | 50 m                   | CN Barcelona                           | CN Barcelona                           | N/D                                    | [ 1 ] [ 3 ]            |
| XIV | 1931                   | CN Sabadell            | Piscina CNS, Sabadell             | 25 m                   | CN Barcelona                           | CN Barcelona                           | N/D                                    | [ 1 ] [ 3 ]            |
| Des de 1932 a 1936 i des de 1939 a 1941 només es van disputar campionats per categories. Els anys 1937 i 1938 no es va disputar el campionat a causa de la Guerra Civil. |                        |                        |                                   |                        |                                        |                                        |                                        |                        |
| Campionat General de Catalunya |                        |                        |                                   |                        |                                        |                                        |                                        |                        |
| XV | 1942                   | FCN                    | Piscina de Montjuïc, Barcelona    | 50 m                   | CN Barcelona                           | CN Barcelona                           | N/D                                    | [ 1 ] [ 3 ]            |
| XVI | 1943                   | CN Barcelona           | Piscina de l'Escollera, Barcelona | 33 m                   | CN Barcelona                           | CN Barcelona                           | N/D                                    | [ 1 ] [ 3 ]            |
| XVII | 1944                   | FCN                    | Piscina de Montjuïc, Barcelona    | 50 m                   | CN Barcelona                           | CN Barcelona                           | N/D                                    | [ 1 ] [ 3 ]            |
| XVIII | 1945                   | FCN                    | Piscina de Montjuïc, Barcelona    | 50 m                   | CN Barcelona                           | CN Barcelona                           | N/D                                    | [ 1 ] [ 3 ]            |
| XIX | 1946                   | FCN                    | Piscina de Montjuïc, Barcelona    | 50 m                   | CN Barcelona                           | CN Barcelona                           | N/D                                    | [ 1 ] [ 3 ] [ 5 ]      |
| XX | 1947                   | CN Barcelona           | Piscina de l'Escollera, Barcelona | 33 m                   | CN Barcelona                           | CN Barcelona                           | N/D                                    | [ 1 ] [ 3 ]            |
| XXI | 1948                   | FCN                    | Piscina de Montjuïc, Barcelona    | 50 m                   | CN Barcelona                           | CN Barcelona                           | N/D                                    | [ 1 ] [ 3 ]            |
| XXII | 1949                   | FCN                    | Piscina de Montjuïc, Barcelona    | 50 m                   | CN Barcelona                           | CN Barcelona                           | N/D                                    | [ 1 ] [ 3 ]            |
| XXIII | 1950                   | FCN                    | Piscina de Montjuïc, Barcelona    | 50 m                   | CN Barcelona                           | CN Barcelona                           | N/D                                    | [ 1 ] [ 3 ]            |
| XXIV | 1951                   | FCN                    | Piscina de Montjuïc, Barcelona    | 50 m                   | CN Barcelona                           | CN Barcelona                           | N/D                                    | [ 1 ] [ 3 ]            |
| XXV | 1952                   | FCN                    | Piscina de Montjuïc, Barcelona    | 50 m                   | CN Barcelona                           | CN Barcelona                           | N/D                                    | [ 1 ] [ 3 ]            |
| XXVI | 1953                   | FCN                    | Piscina de Montjuïc, Barcelona    | 50 m                   | CN Barcelona                           | CN Barcelona                           | N/D                                    | [ 1 ] [ 3 ] [ 6 ]      |
| XXVII | 1954                   | FCN                    | Piscina de Montjuïc, Barcelona    | 50 m                   | CN Barcelona                           | CN Barcelona                           | N/D                                    | [ 1 ] [ 3 ]            |
| XXVIII | 1955                   | FCN                    | Piscina de Montjuïc, Barcelona    | 50 m                   | CN Barcelona                           | CN Barcelona                           | N/D                                    | [ 1 ] [ 3 ]            |
| XXIX | 1956                   | FCN                    | Piscina de Montjuïc, Barcelona    | 50 m                   | CN Barcelona                           | CN Barcelona                           | N/D                                    | [ 1 ] [ 3 ]            |
| XXX | 1957                   | FCN                    | Piscina de Montjuïc, Barcelona    | 50 m                   | CN Barcelona                           | CN Barcelona                           | N/D                                    | [ 1 ] [ 3 ]            |
| XXXI | 1958                   | FCN                    | Piscina de Montjuïc, Barcelona    | 50 m                   | CN Barcelona                           | CN Barcelona                           | N/D                                    | [ 1 ] [ 3 ]            |
| XXXII | 1959                   | FCN                    | Piscina de Montjuïc, Barcelona    | 50 m                   | CN Barcelona                           | CN Barcelona                           | N/D                                    | [ 1 ] [ 3 ]            |
| XXXIII | 1960                   | FCN                    | Piscina de Montjuïc, Barcelona    | 50 m                   | CN Barcelona                           | CN Barcelona                           | N/D                                    | [ 1 ] [ 3 ]            |
| XXXIV | 1961                   | FCN                    | Piscina de Montjuïc, Barcelona    | 50 m                   | CN Barcelona                           | CN Montjuïc                            | N/D                                    | [ 1 ] [ 3 ]            |
| XXXV | 1962                   | FCN                    | Piscina de Montjuïc, Barcelona    | 50 m                   | CN Montjuïc                            | CN Sabadell                            | N/D                                    | [ 1 ] [ 3 ]            |
| XXXVI | 1963                   | FCN                    | Piscina de Montjuïc, Barcelona    | 50 m                   | CN Sabadell                            | CN Sabadell                            | N/D                                    | [ 1 ] [ 3 ]            |
| XXXVII | 1964                   | FCN                    | Piscina de Montjuïc, Barcelona    | 50 m                   | CN Montjuïc                            | CN Sabadell                            | N/D                                    | [ 1 ] [ 3 ]            |
| XXXVIII | 1965                   | FCN                    | Piscina de Montjuïc, Barcelona    | 50 m                   | CN Sabadell                            | CN Sabadell                            | N/D                                    | [ 1 ] [ 3 ]            |
| XXXIX | 1966                   | FCN                    | Piscina de Montjuïc, Barcelona    | 50 m                   | CN Sabadell                            | CN Sabadell                            | N/D                                    | [ 1 ] [ 3 ]            |
| XL | 1967                   | FCN                    | Piscina de Montjuïc, Barcelona    | 50 m                   | CN Sabadell                            | CN Sabadell                            | N/D                                    | [ 1 ] [ 3 ]            |
| XLI | 1968                   | FCN                    | Piscina de Montjuïc, Barcelona    | 50 m                   | CN Sabadell                            | CN Sabadell                            | N/D                                    | [ 1 ] [ 3 ]            |
| XLII | 1969                   | CN Sabadell            | Piscina Sant Oleguer, Sabadell    | 50 m                   | CN Sabadell                            | CN Sabadell                            | N/D                                    | [ 1 ] [ 3 ]            |
| XLIII | 1970                   | FCN                    | Piscina Picornell, Barcelona      | 50 m                   | CN Sabadell                            | CN Sabadell                            | N/D                                    | [ 1 ] [ 3 ]            |
| XLIV | 1971                   | CN Manresa             | Piscina del CNM, Manresa          | 50 m                   | CN Sabadell                            | CN Sabadell                            | N/D                                    | [ 1 ] [ 3 ]            |
| XLV | 1972                   | FCN                    | Piscina Picornell, Barcelona      | 50 m                   | CN Barcelona                           | CN Montjuïc                            | N/D                                    | [ 1 ] [ 3 ]            |
| XLVI | 1973                   | FCN                    | Piscina Picornell, Barcelona      | 50 m                   | No hi va haver classificació per clubs | No hi va haver classificació per clubs | No hi va haver classificació per clubs | [ 1 ] [ 3 ]            |
| XLVII | 1974                   | FCN                    | Piscina Picornell, Barcelona      | 50 m                   | No hi va haver classificació per clubs | No hi va haver classificació per clubs | No hi va haver classificació per clubs | [ 1 ] [ 3 ]            |
| XLVIII | 1975                   | FCN                    | Piscina Picornell, Barcelona      | 50 m                   | No hi va haver classificació per clubs | No hi va haver classificació per clubs | No hi va haver classificació per clubs | [ 1 ] [ 3 ]            |
| XLIX | 1976                   | Sícoris Club           | Piscina del Sícoris, Lleida       | 50 m                   | No hi va haver classificació per clubs | No hi va haver classificació per clubs | No hi va haver classificació per clubs | [ 1 ] [ 3 ]            |
| L | 1977                   | CN Hospitalet          | Piscina del CNH, L'Hospitalet     | 50 m                   | No hi va haver classificació per clubs | No hi va haver classificació per clubs | No hi va haver classificació per clubs | [ 1 ] [ 3 ]            |
| LI | 1978                   | FCN                    | Piscina Picornell, Barcelona      | 50 m                   | No hi va haver classificació per clubs | No hi va haver classificació per clubs | No hi va haver classificació per clubs | [ 1 ] [ 3 ]            |
| LII | 1979                   | FCN                    | Piscina de Montjuïc, Barcelona    | 50 m                   | No hi va haver classificació per clubs | No hi va haver classificació per clubs | No hi va haver classificació per clubs | [ 1 ] [ 3 ]            |
| LIII | 1980                   | CN Reus Ploms          | Piscina del CNRP, Reus            | 50 m                   | No hi va haver classificació per clubs | No hi va haver classificació per clubs | No hi va haver classificació per clubs | [ 1 ] [ 3 ]            |
| LIV | 1981                   | FCN                    | Piscina Picornell, Barcelona      | 50 m                   | CN Montjuïc                            | CN Montjuïc                            | CN Montjuïc                            | [ 1 ] [ 3 ]            |
| LV | 1982                   | FCN                    | Piscina Picornell, Barcelona      | 50 m                   | CN Montjuïc                            | CN Sant Andreu                         | CN Montjuïc                            | [ 1 ] [ 3 ]            |
| LVI | 1983                   | CN Manresa             | Piscina del CNM, Manresa          | 50 m                   | CN Barcelona                           | CN Sant Andreu                         | CN Sant Andreu                         | [ 1 ] [ 3 ]            |
| LVII | 1984                   | CN Igualada            | Torre del Requesens, Igualada     | 50 m                   | CN Sabadell                            | CN Sant Andreu                         | CN Sabadell                            | [ 1 ] [ 3 ]            |
| LVIII | 1985                   | CN Mataró              | Piscina del CNM, Mataró           | 50 m                   | CN Montjuïc                            | CN Sant Andreu                         | CN Montjuïc                            | [ 1 ] [ 3 ]            |
| LIX | 1986                   | FCN                    | Piscina Picornell, Barcelona      | 50 m                   | CN Montjuïc                            | CN Sant Andreu                         | CN Montjuïc                            | [ 1 ] [ 3 ]            |
| LX | 1986-87                | FCN                    | Piscina Picornell, Barcelona      | 50 m                   | CN Montjuïc                            | CN Manresa                             | CN Montjuïc                            | [ 1 ] [ 3 ]            |
| Campionat de Catalunya Absolut - Open |                        |                        |                                   |                        |                                        |                                        |                                        |                        |
| LXI | 1987-88                | FCN                    | Piscina Picornell, Barcelona      | 50 m                   | CN Montjuïc                            | CN Sabadell                            | CN Montjuïc                            | [ 1 ] [ 3 ]            |
| LXII | 1988-89                | FCN                    | Piscina Picornell, Barcelona      | 50 m                   | CN Montjuïc                            | CN Sabadell                            | CN Sabadell                            | [ 1 ] [ 3 ]            |
| LXIII | 1989-90                | CN Reus Ploms          | Piscina del CNRP, Reus            | 50 m                   | CN Sabadell                            | CN Sabadell                            | CN Sabadell                            | [ 1 ] [ 3 ]            |
| LXIV | 1990-91                | FCN                    | Piscina Sant Jordi, Barcelona     | 50 m                   | CN Sabadell                            | CN Sabadell                            | CN Sabadell                            | [ 1 ] [ 3 ]            |
| LXV | 1991-92                | FCN                    | Piscina Sant Jordi, Barcelona     | 50 m                   | CN Sabadell                            | CN Sabadell                            | CN Sabadell                            | [ 1 ] [ 3 ]            |
| LXVI | 1992-93                | FCN                    | CAR de Sant Cugat                 | 50 m                   | CN Sabadell                            | CN Catalunya                           | CN Sabadell                            | [ 1 ] [ 3 ]            |
| LXVII | 1993-94                | FCN                    | CAR de Sant Cugat                 | 50 m                   | CN Catalunya                           | CN Catalunya                           | CN Catalunya                           | [ 1 ] [ 3 ]            |
| LXVIII | 1994-95                | FCN                    | Piscina Picornell, Barcelona      | 50 m                   | CN Catalunya                           | CN Sabadell                            | CN Sabadell                            | [ 1 ] [ 3 ]            |
| LXIX | 1995-96                | FCN                    | Piscina Picornell, Barcelona      | 50 m                   | CN Catalunya                           | CN Sabadell                            | CN Sabadell                            | [ 1 ] [ 3 ]            |
| LXX | 1996-97                | FCN                    | Piscina Picornell, Barcelona      | 50 m                   | CN Catalunya                           | CN Sabadell                            | CN Catalunya                           | [ 1 ] [ 3 ]            |
| LXXI | 1997-98                | CN Terrassa            | Piscina del CNT, Terrassa         | 50 m                   | N/D                                    | N/D                                    | CN Catalunya                           | [ 1 ] [ 3 ]            |
| LXXII | 1998-99                | FCN                    | Piscina Picornell, Barcelona      | 50 m                   | No hi va haver classificació per clubs | No hi va haver classificació per clubs | No hi va haver classificació per clubs | [ 1 ] [ 3 ]            |
| LXXIII | 1999-00                | FCN                    | Piscina Sant Jordi, Barcelona     | 50 m                   | CN Sant Andreu                         | CN Sabadell                            | CN Sabadell                            | [ 1 ] [ 3 ]            |
| Campionat de Catalunya Absolut - Campionat Únic |                        |                        |                                   |                        |                                        |                                        |                                        |                        |
| LXXIV | 2000-01                | FCN                    | Piscina Sant Jordi, Barcelona     | 50 m                   | CE Mediterrani                         | CN Sabadell                            | CE Mediterrani                         | [ 1 ] [ 3 ]            |
| LXXV | 2001-02                | FCN                    | Piscina Picornell, Barcelona      | 50 m                   | CE Mediterrani                         | CE Mediterrani                         | CE Mediterrani                         | [ 1 ] [ 3 ]            |
| LXXVI | 2002-03                | CN Manresa             | Piscina del CNM, Manresa          | 50 m                   | CN Sabadell                            | CN Sabadell                            | CN Sabadell                            | [ 1 ] [ 3 ]            |
| LXXVII | 2003-04                | CN Sabadell            | Piscina Can Llong, Sabadell       | 50 m                   | N/D                                    | N/D                                    | CN Sabadell                            | [ 1 ] [ 3 ]            |
| LXXVIII | 2004-05                | CN Barcelona           | Nova Escollera, Barcelona         | 50 m                   | N/D                                    | N/D                                    | CN Sabadell                            | [ 1 ] [ 3 ]            |
| LXXIX | 2005-06                | FCN                    | Piscina Sant Jordi, Barcelona     | 50 m                   | CN Sant Andreu                         | CN Sabadell                            | CN Sabadell                            | [ 1 ] [ 3 ]            |
| LXXX | 2006-07                | CN Mataró              | Piscina del CNM, Mataró           | 50 m                   | CN Sabadell                            | CN Sabadell                            | CN Sabadell                            | [ 1 ] [ 3 ]            |
| LXXXI | 2007-08                | CN Terrassa            | Piscina del CNT, Terrassa         | 50 m                   | N/D                                    | N/D                                    | CN Sabadell                            | [ 1 ] [ 3 ]            |
| LXXXII | 2008-09                | CN Terrassa            | Piscina del CNT, Terrassa         | 50 m                   | N/D                                    | N/D                                    | CN Sabadell                            | [ 1 ] [ 3 ]            |
| LXXXIII | 2009-10                | CN Terrassa            | Piscina del CNT, Terrassa         | 50 m                   | N/D                                    | N/D                                    | CN Sabadell                            | [ 1 ] [ 3 ]            |
| LXXXIV | 2010-11                | CN Terrassa            | Piscina del CNT, Terrassa         | 50 m                   | CN Terrassa                            | CN Sant Andreu                         | CN Terrassa                            | [ 1 ] [ 3 ]            |
| LXXXV | 2011-12                | CN Terrassa            | Piscina del CNT, Terrassa         | 50 m                   | N/D                                    | N/D                                    | CN Sabadell                            | [ 1 ] [ 3 ]            |
| LXXXVI | 2012-13                | CN Terrassa            | Piscina del CNT, Terrassa         | 50 m                   | CN Sant Andreu                         | CN Sabadell                            | CN Sant Andreu                         | [ 1 ] [ 3 ]            |
| LXXXVII | 2013-14                | CN Terrassa            | Piscina del CNT, Terrassa         | 50 m                   | CN Sant Andreu                         | CN Sant Andreu                         | CN Sant Andreu                         | [ 1 ] [ 3 ]            |
| LXXXVIII | 2014-15                | CN Terrassa            | Piscina del CNT, Terrassa         | 50 m                   | CN Sabadell                            | CN Sant Andreu                         | CN Sant Andreu                         | [ 1 ] [ 3 ]            |
| LXXXIX | 2015-16                | CN Terrassa            | Piscina del CNT, Terrassa         | 50 m                   | N/D                                    | N/D                                    | CN Sant Andreu                         | [ 1 ] [ 3 ]            |
| XC | 2016-17                | CN Terrassa            | Piscina del CNT, Terrassa         | 50 m                   | N/D                                    | N/D                                    | CN Sant Andreu                         | [ 1 ] [ 3 ]            |
| XCI | 2017-18                | CN Terrassa            | Piscina del CNT, Terrassa         | 50 m                   | N/D                                    | N/D                                    | CN Sant Andreu                         | [ 1 ] [ 3 ]            |
| XCII | 2018-19                | CN Terrassa            | Piscina del CNT, Terrassa         | 50 m                   | N/D                                    | N/D                                    | CN Sant Andreu                         | [ 1 ] [ 3 ]            |
| XCIII | 2019-20                | CN Terrassa            | Piscina del CNT, Terrassa         | 50 m                   | N/D                                    | N/D                                    | CN Sant Andreu                         | [ 1 ] [ 3 ]            |
| XCIV | 2020-21                | CN Terrassa            | Piscina del CNT, Terrassa         | 50 m                   | N/D                                    | N/D                                    | CN Sabadell                            | [ 1 ] [ 3 ]            |
| XCV | 2021-22                | CN Terrassa            | Piscina del CNT, Terrassa         | 50 m                   | N/D                                    | N/D                                    | CN Sant Andreu                         | [ 1 ] [ 3 ]            |
| XCVI | 2022-23                | CN Terrassa            | Piscina del CNT, Terrassa         | 50 m                   | N/D                                    | N/D                                    | CN Sant Andreu                         | [ 1 ] [ 3 ]            |

## Palmarès
Actualitzat fins a la temporada 2022-23.
| CN Barcelona   | 33 | CN Barcelona   | 26 | CN Sabadell    | 19 |
| CN Sabadell    | 16 | CN Sabadell    | 24 | CN Sant Andreu | 11 |
| CN Montjuïc    | 9  | CN Sant Andreu | 8  | CN Montjuïc    | 6  |
| CN Catalunya   | 4  | CN Montjuïc    | 3  | CN Catalunya   | 3  |
| CN Sant Andreu | 4  | CN Catalunya   | 2  | CE Mediterrani | 2  |
| CE Mediterrani | 2  | CE Mediterrani | 1  | CN Terrassa    | 1  |
| CN Terrassa    | 1  | CN Manresa     | 1  |                |    |